# Руликів
Ру́ликів — село в Україні, Фастівському районі Київської області. Населення становить 273 осіб. Засноване, як і сусідня Порадівка, поміщиком Юзефом Руліковським на початку ХІХ століття завдяки переселенню селян із Мотовилівки та Солтанівки. Назва походить від маєтку Руликів Белзького воєводства, від якого й походило прізвище Руліковских.

## Населення

### Мова
Розподіл населення за рідною мовою за даними перепису 2001 року:
| Мова       | Відсоток |
| ---------- | -------- |
| українська | 97,07%   |
| російська  | 2,93%    |

## Особистості
- Кондира Павло Андрійович — Герой Радянського Союзу.
- Діденко Олександр Миколайович — Постійний представник Президента України в АР Крим (2002—2004).
- Возний Іван Корнійович (нар.1907— †1987) — повний кавалер ордена Слави.[3]